# Erkenntnis aus Engagement
Erkenntnis aus Engagement wurde 1999 vom deutschen Philosophen Michael Schmidt-Salomon im Aschaffenburger Alibri Verlag veröffentlicht. In dem Werk wird eine „Theorie der Neomoderne“ herausgearbeitet. Erkenntnis aus Engagement basiert auf der Promotionsdissertation Erkenntnis aus Engagement. Grundlegungen zu einer Theorie der Neomoderne., mit der Schmidt-Salomon zwei Jahre zuvor zum Dr. phil. promoviert wurde.

## Inhalt
Erkenntnis aus Engagement ist in drei Teile gegliedert.
Bereits in der Einleitung ruft Schmidt-Salomon zu einer „humanen“, „ökologischen“ oder „globalen“ Revolution auf. Die Neomoderne brauche, so Schmidt-Salomon „eine einheitliche und zugleich vielfältige Weltkultur“. Nach Schmidt-Salomon geht jede Erkenntnis aus Engagement hervor.
Im ersten Teil widmet sich Schmidt-Salomon den Termini von Prämoderne, Moderne und Postmoderne. Seine „Theorie der Neomoderne“, aufbauend auf einer „humanistischen Basissetzung“, begründet er mit einem „postmodern geläuterten, und dennoch radikalen Humanismus“. Später sollte dieser „radikale“ einem evolutionären Humanismus weichen. Die „humanistische Basissetzung“ formulierte Schmidt-Salomon wie folgt: „Alle Menschen (ungeachtet welcher Gruppe sie angehören - auch die kommenden Generationen werden hier miteinbezogen!) sind gleichberechtigt in ihrem Streben, ihre individuellen Vorstellungen vom guten Leben im Diesseits zu verwirklichen, sofern dadurch nicht die gleichberechtigten Interessen anderer in Mitleidenschaft gezogen werden, und es ist die unaufkündbare Aufgabe eines jeden Menschen mit allen zur Verfügung stehenden Kräften dazu beizutragen, dass möglichst wenigen (im Idealfall niemandem) die Inanspruchnahme dieses fundamentalen Rechts versagt bleibt.“
Schmidt-Salomons „humanistische Basissetzung“ ist nach dem Autor „postreligiös“, „postnational“, „posttraditional“ und „zukunftsbezogen“.
Der zweite Teil behandelt die Pädagogik der Postmoderne.
Der dritte Teil entwickelt das Modell einer „neomodernen, humanistischen Wissenschaft“. Schmidt-Salomon ruft zu einem „Universal-Dillettantismus“ auf, möglich gemacht durch eine „Technik des Eindampfens“, um „unübersichtlicher Datenmengen“ Herr zu werden.

## Kritik
Walter Spielmann bewertete Schmidt-Salomons Schrift in der dritten Jahresausgabe von 1999 in Pro Zukunft durchgehend positiv: „Das Gelingen einer ‚ökologischen‘ (L.Brown) oder ‚globalen‘ Revolution hängt, wie u. a. King/Schneider in ihrem Bericht an den Club of Rome (19991) [sic!] feststellten, davon ab, [inwiefern es gelingt], eine ‚weltweit allgemein geteilte Grundlage gemeinsamer oder miteinander verträglicher Werte‘ herauszubilden. Eurozentrisches Denken in der Abfolge von Prämoderne, Moderne und Postmoderne - dies zeigt M. Schmidt-Salomon im ersten Abschnitt dieser ambitionierten Arbeit (zuerst erschienen als von R. Schwendter und H. Seiler betreute Dissertation) - kann diese Aufgabe nicht erfüllen. Denn jedes dieser Konzepte steht der Entwicklung einer zugleich einheitlichen und vielfältigen Weltkultur entgegen. So sei etwa die Postmoderne eine ‚Diktatur des Hier und Jetzt‘, die anstelle der notwendigen und radikal-utopischen Veränderung dem ‚Willen zur Ohnmacht‘ huldige.
Eine im besten Sinne ehrgeizige, richtungsweisende Arbeit. Indem Schmidt-Salomon den ‚Willen zur Utopie, zur Realisation des eigentlich Unmöglichen‘ einfordert und selbst in dieser Richtung Akzente setzt, leistet er einen wichtigen Beitrag zur Wiedererlangung von Zukunftsfähigkeit. Dem trotz der Komplexität des Gegenstandes lebendig und nachvollziehbar formulierten Text ist breite Aufmerksamkeit zu wünschen, gerade auch weil sich über manches Detail trefflich streiten läßt.“
Joachim Götz schrieb in der zweiten Ausgabe des Jahres 1999 von Aufklärung und Kritik: „‚Erkenntnis aus Engagement‘: Mit diesem vielversprechenden Buchtitel meldet sich ein vielversprechender, junger Autor zu Wort: Dr. Michael Schmidt-Salomon, Jahrgang 1967, wissenschaftlicher Mitarbeiter an der Universität Trier und Redakteur der Zeitschrift MIZ.
Das ausführliche, vorzüglich gegliederte Inhaltsverzeichnis seines Buches lädt förmlich dazu ein, sich vorab - je nach Interessenlage - einige ‚Rosinen‘ herauszupicken, wobei man unwillkürlich ins Schmökern gerät: z. B. in dem rundum gelungenen, aufs Wesentliche zielenden Exkurs ‚Projekt Weltethos oder das Elend der humanistischen Theologie‘; großartig die Gedanken in ‚Autonome Humanität statt abstrakter Freiheit: Der notwendige Abschied von der Idee der Willensfreiheit‘. Amüsement, aber auch Genugtuung löst ein ‚Kurzer Exkurs zur Sprach-Gewalt: Wissenschaftssprache als Perversion der Aufklärung‘ aus...usw.
Der Autor hat Wichtiges, Wesentliches, teilweise Erschütterndes vorzutragen; aber das macht er nicht bierernst, sondern immer in flüssigem, anschaulichem, nicht selten auch saloppem Stil. Klare, einfache Skizzen erläutern seine Gedankengänge.
[...] ‚Erkenntnis aus Engagement‘! Dem Buch Schmidt-Salomons ist eine breite Leserschaft und - ganz im Einklang mit den Intentionen des Autors - eine breite, auch kontroverse Diskussion zu wünschen.“